# Blackburneus troglodytes
Blackburneus troglodytes är en skalbaggsart som beskrevs av Hubbard 1894. Blackburneus troglodytes ingår i släktet Blackburneus och familjen Aphodiidae. Inga underarter finns listade.